# بني جابر (الخبت)

تعديل مصدري - تعديل

بني جابر هي إحدى قرى عزلة جبع بمديرية الخبت التابعة لمحافظة المحويت، بلغ تعداد سكانها 266 نسمة حسب تعداد اليمن لعام 2004.